# 河伯

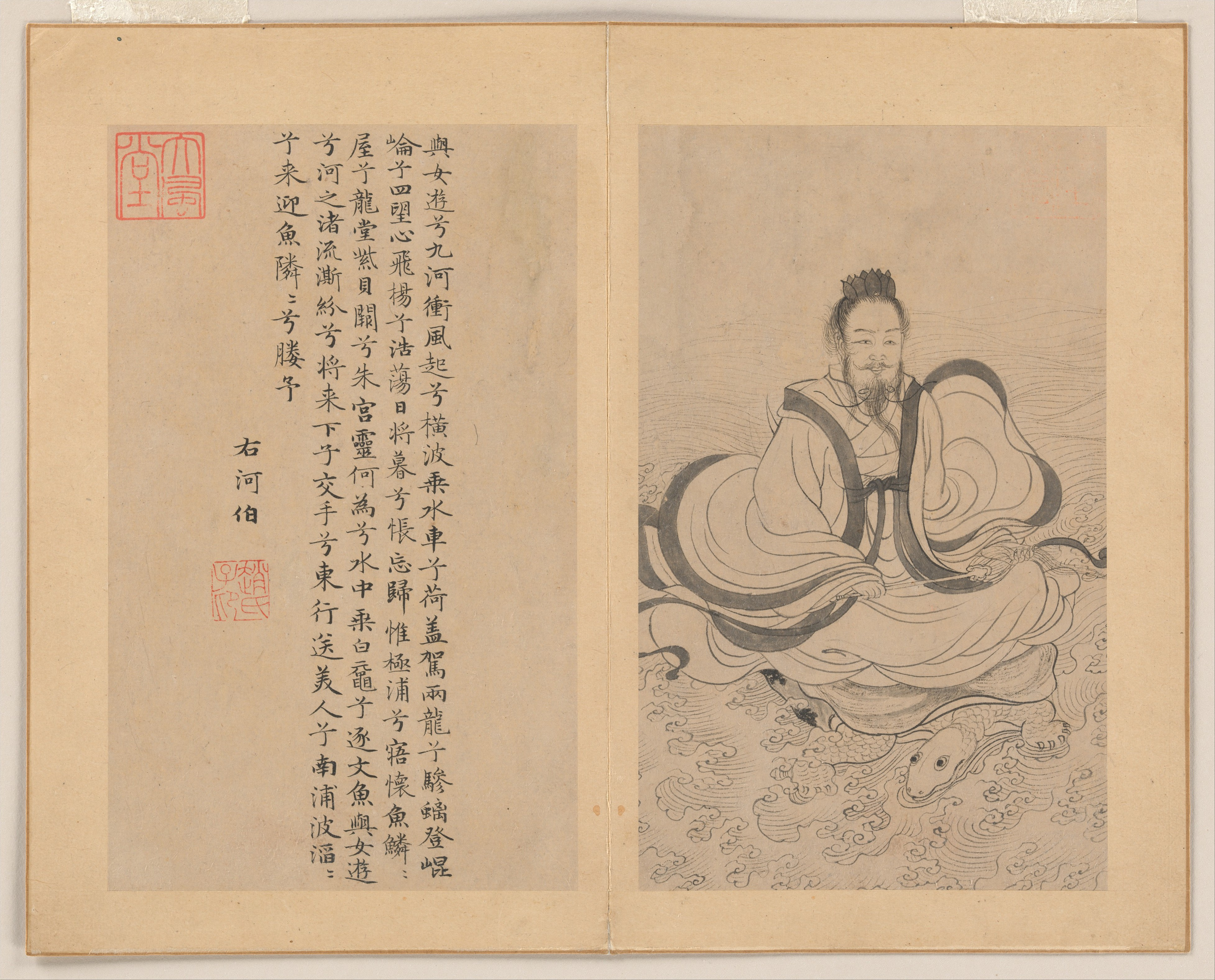
黄河の神、河伯

河伯（かはく、ホーポー、拼音: Hébó）は、中国神話に登場する神。黄河の支配者。

## 神話
人の姿をしており、白い亀、あるいは竜、あるいは竜が曳く車に乗っているとされる。あるいは、白い竜の姿である、もしくはその姿に変身するとも、人頭魚体ともいわれる。
元は冰夷または憑夷（ひょうい）という人間の男であり、冰夷が黄河で溺死したとき、天帝から河伯（黄河の伯）に任命されたという。道教では、冰夷が河辺で仙薬を飲んで仙人となったのが河伯だという。
若い女性を生贄として求め、生贄が絶えると洪水を起こすとされた。この「河伯の嫁入り」の習俗は殷代からあった。戦国魏の鄴では、西門豹が一計を案じてこの習俗を廃止した（『史記』滑稽列伝）。
黄河の支流である洛水の神洛伯と戦った（『竹書紀年』）。あるいは、洛水の女神である洛嬪（らくひん）を妻としたが、洛嬪に恋した后羿（こうげい）により左目を射抜かれた（『楚辞』天問）。
『史記』河渠書にもその名が見える。『楚辞』九歌には河伯の詩がある。『荘子』秋水篇では河伯が「井の中の蛙」に関する会話をしている。「河伯女」という娘がいた。

### 河童との関係
日本では、河伯を河童（かっぱ）の異名としたり、河伯を「かっぱ」と訓ずることがある。また一説に、河伯が日本に伝わり河童になったともされ、「かはく」が「かっぱ」の語源ともいう。これは、古代に雨乞い儀礼の一環として、道教呪術儀礼が大和朝廷に伝来し、在地の川神信仰と習合したものと考えられ、日本の6世紀末から7世紀にかけての遺跡からも河伯に奉げられたとみられる牛の頭骨が出土している。この為、研究者の中には、西日本の河童の起源を6世紀頃に求める者もいる。
『西遊記』の登場人物の沙悟浄は、日本では河童とされるが、中国では河伯とされる。